# Lijst van voetbalinterlands Brazilië - Mexico (vrouwen)
Deze lijst van voetbalinterlands is een overzicht van alle officiële voetbalinterlands tussen de nationale vrouwenteams van Brazilië en Mexico. De landen hebben tot nu toe zestien keer tegen elkaar gespeeld.

## Wedstrijden
| №  | Plaats          | Datum             | Competitie                                     | Wedstrijd         | Uitslag |
| -- | --------------- | ----------------- | ---------------------------------------------- | ----------------- | ------- |
| 1  | Rochester       | 18 september 1998 | Vriendschappelijk                              | Brazilië − Mexico | 11 − 0  |
| 2  | East Rutherford | 19 juni 1999      | WK 1999                                        | Brazilië − Mexico | 7 − 1   |
| 3  | Iraklion        | 20 augustus 2004  | Olympische Spelen 2004                         | Mexico − Brazilië | 0 − 5   |
| 4  | Rio de Janeiro  | 23 juli 2007      | Pan-Amerikaanse Spelen 2007                    | Brazilië − Mexico | 2 − 0   |
| 5  | São Paulo       | 13 december 2009  | International Women's Football Tournament 2009 | Brazilië − Mexico | 3 − 2   |
| 6  | São Paulo       | 20 december 2009  | International Women's Football Tournament 2009 | Brazilië − Mexico | 5 − 2   |
| 7  | São Paulo       | 9 december 2010   | International Women's Football Tournament 2010 | Brazilië − Mexico | 3 − 0   |
| 8  | Guadalajara     | 25 oktober 2011   | Pan-Amerikaanse Spelen 2011                    | Mexico − Brazilië | 0 − 1   |
| 9  | São Paulo       | 13 december 2012  | International Women's Football Tournament 2012 | Brazilië − Mexico | 1 − 2   |
| 10 | Savièse         | 25 september 2013 | Vriendschappelijk                              | Brazilië − Mexico | 4 − 0   |
| 11 | Hamilton        | 22 juli 2015      | Pan-Amerikaanse Spelen 2015                    | Brazilië − Mexico | 4 − 2   |
| 12 | Natal           | 13 december 2015  | International Women's Football Tournament 2015 | Mexico − Brazilië | 0 − 6   |
| 13 | Yongchuan       | 19 oktober 2017   | Four Nations Women's Football Tournament 2017  | Brazilië − Mexico | 3 − 0   |
| 14 | São Paulo       | 12 december 2019  | Vriendschappelijk                              | Brazilië − Mexico | 6 − 0   |
| 15 | São Paulo       | 15 december 2019  | Vriendschappelijk                              | Brazilië − Mexico | 4 − 0   |
| 16 | San Diego       | 6 maart 2024      | CONCACAF W Gold Cup 2024                       | Brazilië − Mexico | 3 − 0   |

## Samenvatting
| Competitie                                | Totaal gespeeld | Winst Brazilië | Gelijk | Winst Mexico | Doelsaldo Brazilië – Mexico |
| ----------------------------------------- | --------------- | -------------- | ------ | ------------ | --------------------------- |
| WK-eindronde                              | 1               | 1              | 0      | 0            | 7 − 1                       |
| Olympische Spelen                         | 1               | 1              | 0      | 0            | 5 − 0                       |
| CONCACAF W Gold Cup                       | 1               | 1              | 0      | 0            | 3 − 0                       |
| Pan-Amerikaanse Spelen                    | 3               | 3              | 0      | 0            | 7 − 2                       |
| International Women's Football Tournament | 5               | 4              | 0      | 1            | 18 − 6                      |
| Four Nations Women's Football Tournament  | 1               | 1              | 0      | 0            | 3 − 0                       |
| Vriendschappelijk                         | 4               | 4              | 0      | 0            | 25 − 0                      |
| Totaal                                    | 16              | 15             | 0      | 1            | 68 − 9                      |